# 1555 Дејан
1555 Дејан је астероид главног астероидног појаса чија средња удаљеност од Сунца износи 2,691 астрономских јединица (АЈ).
Апсолутна магнитуда астероида је 11,7.
Астероид је добио име по сину српског астронома Петра Ђурковића.